# Корольов (кратер)

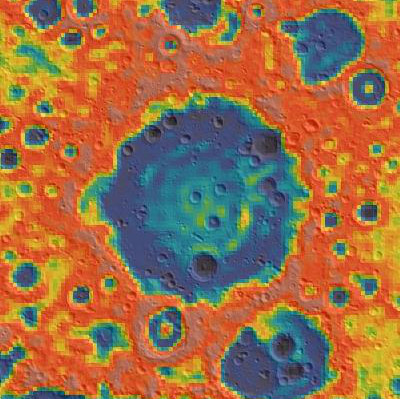
Карта гравітаційного прискорення в околицях Корольова за даними GRAIL (червоне — велике, синє — мале)

Корольов (лат. Korolev) — один із найбільших кратерів на зворотному боці Місяця. Діаметр — 417 км, координати центру — 4°24′ пд. ш. 157°48′ зх. д. / 4.4° пд. ш. 157.8° зх. д.. Названий на честь Сергія Павловича Корольова — конструктора космічної техніки, «батька радянської космонавтики» (назву ухвалено Міжнародним астрономічним союзом 1970 року).

## Опис
Кратер розташований на материку; в його околицях товщина місячної кори досягає максимуму й становить 107 км. Виливи лави відсутні. Вал має діаметр 417 км і суттєво зруйнований. Дно доволі плоске в порівнянні з місцевістю навколо кратера. Всередині кратера є менш виражений внутрішній вал, діаметр якого вдвічі менший діаметра головного валу (206 км). Внутрішній вал найкраще зберігся в східній частині. Інших кілець у кратера нема. Таким чином, Корольов належить до басейнів із гірським кільцем (англ. peak-ring basin). Він є яскравим прикладом таласоїда, як раніше називали басейни без лавового покриття.
Вік кратера оцінюють як ранньонектарський.
Кратер вкрито численними дрібнішими кратерами, найбільшими серед яких є Корольов C (діаметром 66 км), прилеглий до внутрішньої частини валу на північному сході, і Корольов M (діаметром 57 км) у південній частині чаші.

## Супутні кратери
Ці кратери, розташовані в околицях Корольова та всередині нього, названо його ім'ям із доданням великої латинської літери.
| Корольов | Координати                                                | Діаметр, км |
| -------- | --------------------------------------------------------- | ----------- |
| B        | 3°40′ пд. ш. 156°17′ зх. д. / 3.66° пд. ш. 156.29° зх. д. | 21          |
| C        | 0°44′ пд. ш. 153°13′ зх. д. / 0.73° пд. ш. 153.22° зх. д. | 66          |
| D        | 0°29′ пд. ш. 151°45′ зх. д. / 0.48° пд. ш. 151.75° зх. д. | 24          |
| E        | 3°26′ пд. ш. 153°23′ зх. д. / 3.43° пд. ш. 153.38° зх. д. | 37          |
| F        | 4°15′ пд. ш. 152°44′ зх. д. / 4.25° пд. ш. 152.74° зх. д. | 30          |
| G        | 5°40′ пд. ш. 153°28′ зх. д. / 5.67° пд. ш. 153.46° зх. д. | 12          |
| L        | 5°44′ пд. ш. 156°49′ зх. д. / 5.74° пд. ш. 156.81° зх. д. | 31          |
| M        | 8°30′ пд. ш. 157°22′ зх. д. / 8.50° пд. ш. 157.37° зх. д. | 57          |
| P        | 7°56′ пд. ш. 159°56′ зх. д. / 7.93° пд. ш. 159.94° зх. д. | 18          |
| T        | 4°08′ пд. ш. 157°50′ зх. д. / 4.14° пд. ш. 157.84° зх. д. | 22          |
| V        | 1°13′ пд. ш. 162°04′ зх. д. / 1.21° пд. ш. 162.06° зх. д. | 19          |
| W        | 0°11′ пд. ш. 160°32′ зх. д. / 0.18° пд. ш. 160.53° зх. д. | 31          |
| X        | 0°34′ пн. ш. 159°26′ зх. д. / 0.56° пн. ш. 159.44° зх. д. | 27          |
| Y        | 0°31′ пд. ш. 158°27′ зх. д. / 0.52° пд. ш. 158.45° зх. д. | 19          |
| Z        | 1°09′ пн. ш. 159°29′ зх. д. / 1.15° пн. ш. 159.48° зх. д. | 18          |